# 딕 커티스

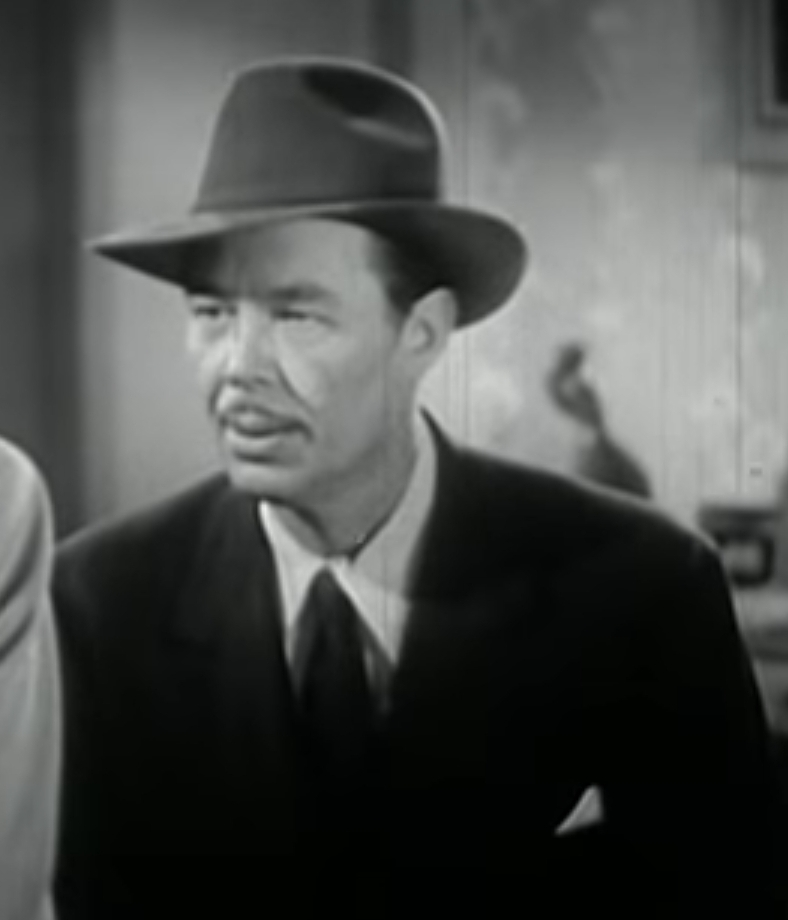

딕 커티스(Dick Curtis, 1902년 5월 11일 ~ 1952년 1월 3일)는 미국의 배우이다.
할리우드에서 사망하였다. 사인은 폐암이다.

## 영화
- 지옥의 모텔 (1980년)
- 라티고 (1971년)
- 배트맨 - 66년 TV 시리즈 (1966년)
- 황야의 역마차 (1951년)
- 전사의 용기 (1951년)
- 와바시 애비뉴 (1950년)
- 론 레인저 - 49년 시리즈 (1949년)
- 헤이, 루키 (1944년)
- 팬텀 (1943년)
- 배트맨 (1943년)
- 스파이더스 웹 (1938년)
- 킹콩 (1933년)
- 걸 크레이지 (1932년)